# Hradište (Sulowskie Wierchy)
Hradište (600 m n.p.m.) – szczyt w Sulowskich Wierchach w Górach Strażowskich na Słowacji.
Hradište znajduje się we wschodniej części Sulowskich Wierchów zwanej Manínską vrchoviną. Jego północno-zachodni stok opada do doliny Wagu w miejscowości Maršová – Rašov, południowy do Rašovskiego potoku, zachodni do Jablonovskiego potoku w miejscowości Jablonové, w północno-wschodnim kierunku przechodzi w niższy szczyt Pleš. Jest całkowicie porośnięty lasem i nie prowadzą nim szlaki turystyczne.